# Imbituba
Imbituba là một đô thị thuộc bang Santa Catarina, Brasil. Đô thị này có diện tích 185 km², dân số năm 2007 là 36231 người, mật độ 195,8 người/km².